# Bob-Weltmeisterschaft 1954
Die 14. Bob-Weltmeisterschaft wurde am 24. und 25. Januar im Zweierbob und am 30. und 31. Januar 1954 im Viererbob zum zweiten Mal komplett auf der Pista olimpica di bob im italienischen Wintersportort Cortina d’Ampezzo ausgetragen. Mit einer neuartigen Generation von Bobs, dem sogenannten Podar-Bob, gewannen die Italiener Scheibmeyer/Zambelli überraschend den Weltmeistertitel im Zweierbob und begründeten eine langjährige Erfolgsbilanz italienischer Bobs.

## Vorgeschichte
Nachdem bei der Vorjahres-Weltmeisterschaft mit der erstmaligen Anwendung des Gewichtsreglements eine bedeutende Neuerung im Bobsport Einzug gehalten hatte, erlebte auch die WM 1954 eine Premiere. Der neue Podar-Bob sorgte vor allem in der Zweier-Konkurrenz bereits im Vorfeld der WM durch immer neue Bahnrekorde auf der Bobbahn in Cortina für Furore. Bis dahin waren die in der Schweiz gebauten Feierabend-Bobs das Maß der Dinge, nun konnte die Bobwelt durch die neuartigen Bobs die Geburtsstunde einer neuen Bobnation, Italien, erleben. In der Schweiz hatte sich die Bobgemeinde nach dem Tod von Felix Endrich erholt. In der Vorbereitung zeigte der bereits 47-jährige Fritz Feierabend, der im Vorjahr nach dem Tod Endrichs von einem Start im Viererbob-Wettbewerb abgesehen hatte, mit sehr guten Zeiten, dass mit ihm noch zu rechnen war. Nach Silber vom Vorjahr versuchte auch Doppelolympiasieger Andreas Ostler den Anschluss im eigenen Land zu halten, doch mit Hans Rösch und Theodor Kitt waren ihm mittlerweile ebenbürtige Konkurrenten erwachsen. Zudem kämpfte der Grainauer immer wieder mit Alkoholproblemen, die seiner Form nicht zuträglich waren.
Turbulenzen im US-Team
Blieb noch die Bobnation aus Übersee, die Vereinigten Staaten. Die Amerikaner hatten seit 1947 neun WM-Medaillen gewinnen können, darunter befanden sich 2 Weltmeistertitel im Viererbob, und waren damit nach der Schweiz die zweitbeste Bobnation. Ursprünglich war geplant, mit den beiden Teams von Arthur Tyler und Stan Benham in beiden Konkurrenzen zu starten. Beide Athleten trainierten an der amerikanischen Ostküste und waren so stetig im Blick des US-Bobverbandes. Stan Benham erklärte allerdings vor dem Zweierbob-Wettbewerb, dass er nach dieser Konkurrenz wieder zurückreisen und dementsprechend nicht am Viererbob-Wettbewerb teilnehmen würde. Die Irritation war entsprechend groß und in einer ersten Reaktion schlug Mannschaftsleiter Donna Fox dem US-Verband vor, Benham von der Liste für den Zweierbob-Wettbewerb ebenso zu streichen. Dieser Vorschlag wurde aber von den Verbandsoberen in den USA verworfen und so startete Benham mit Bremser Bickford im Zweier. Der Grund für Benhams Absage waren nach seiner Aussage die fehlenden finanziellen Mittel, um seinen Bob von Amerika nach Europa per Schiff zu transportieren. Das Risiko, einen vor Ort in Italien geliehenen, ihm nicht bekannten Bob zu fahren, war ihm auch im Hinblick auf die Sicherheit seiner Crew zu groß. Anstelle Benhams Crew wurde die Crew von Lloyd Johnson, immerhin Titelverteidiger in der Viererbob-Konkurrenz, aus Garmisch-Partenkirchen angefordert. Dieser machte zum einen seinem Ärger über Benhams Verhalten Luft, kritisierte aber zum anderen auch die Nominierungskriterien des US-Verbandes. In der medialen Diskussion offenbarte sich dabei eine Dissonanz zwischen den in Amerika lebenden Bobfahrern und den in Europa stationierten bobfahrenden US-Soldaten und zivilen Angehörigen der US-Streitkräfte. Diese wurden nach Johnsons Meinung vom US-Verband seinerzeit nur ungenügend berücksichtigt. Das Verhalten Benhams irritierte allerdings auch den internationalen Bobverband FIBT. Die anstehende Entscheidung über die Vergabe der nächsten Bob-Weltmeisterschaften, für die Lake Placid vorgesehen war, wurde zunächst ausgesetzt.
Zu allem Überfluss waren auch die Trainingsmöglichkeiten für die Bobmannschaften vor der WM eher bescheiden. So fanden in Garmisch im Rahmen der Internationalen Sportwoche keine Bobwettbewerbe statt, da die Bahn nicht präpariert worden war. Die ursprünglich vor der WM angesetzten Schweizer Bobmeisterschaften wurde auf die erste Februarhälfte 1954 verlegt. Die WM-Organisatoren selbst rechneten damit, die Weltmeisterschaftspiste bis zum 15. Januar 1954 fertig präpariert zu haben, reichlich anderthalb Wochen vor der WM. Somit hatte bis zum WM-Training kaum ein Team Fahrten unter Wettkampfbedingungen gemacht.

## Zweierbob
Zu Beginn der Trainingsphase vor der WM zeigte sich bereits, dass der neue Podar-Bob der italienischen Teams sehr gut lief. Das Duo Petrelli/Figoli pulverisierte im ersten Training den Bahnrekord förmlich und verbesserte ihn gleich um über 3 Sekunden. Einen Tag später wurde dieser jedoch vom italienischen Duo Scheibmeyer/Zambelli erneut verbessert. Neben den italienischen Bobs zeigte vor allem der Schweizer Altmeister Fritz Feierabend sowie die amerikanischen Bobs von Benham und Johnson sowie die deutschen von Kitt und Rösch eine ansteigende Form. Feierabend konnte einen Tag später den Bahnrekord der italienischen Bobs sogar noch unterbieten. Doppelolympiasieger Andreas Ostler kam jedoch mit der Bahn nicht zurecht und geriet in den internen Ausscheidungen immer mehr ins Hintertreffen. Am Nachmittag des 20. Januar erlitt die Gegend um Cortina einen Wärmeeinbruch mit Temperaturen über 10 °C, so dass die letzten regulär geplanten Trainingsfahrten verschoben werden mussten. Letztendlich wurde dadurch die gesamte WM um einen Tag verschoben. Es wurde nicht an den beiden Wochenendtagen gefahren, nunmehr fanden die Läufe am Sonntag, den 24. Januar, und am Montag, den 25. Januar, statt. Nach starkem Nachtfrost von bis zu −16° war es bei Wettkampfbeginn immer noch −9° kalt. Nach dem ersten Lauf schien sich die Überlegenheit der neuen italienischen Bobs zunächst zu bestätigen. Dabei führte das Duo Scheibmeyer/Zambelli mit sieben Zehnteln Vorsprung vor ihren Landsleuten. Das deutsche Duo Rösch/Terne platzierte sich auf einem guten dritten Platz, wenngleich die Abstände zu den beiden Schweizer Bobs und dem Bob von Stan Benham nicht groß waren. Im zweiten Lauf wurde die Reihenfolge jedoch stark durcheinandergewirbelt. Da Scheibmeyer/Zambelli wohl durch Fahrfehler fast zwei Sekunden langsamer als im ersten Lauf waren, fanden sie sich nach dem ersten Wettkampftag nur auf dem vierten Platz wieder. Mit Tagesbestzeit im zweiten Lauf rückten Benham/Bickford auf den zweiten Platz, nur knapp fünf Zehntel hinter den Italienern Petrelli/Figoli. Fritz Feierabend folgte knapp dahinter auf dem vierten Rang und auch die Bobs Rösch/Terne und Kappus/Eberhard hatten mit ihren Zwischenzeiten noch Medaillenchancen. Am zweiten Wettkampftag wurde bei Temperaturen von −16° gestartet. Bei Team Schweiz II musste nach einer Verletzung Bremser Eberhard ausscheiden und wurde durch Heinrich Angst ersetzt. Allerdings war den Eidgenossen, die noch auf eine Medaille hoffen konnten, kein Glück beschieden. Nach einem Sturz in der Belvedere -Kurve schieden Kapus/Angst aus, Franz Kapus musste mit Gesichtsverletzungen ins Krankenhaus eingeliefert werden. Im Kampf um den Titel zeigte sich vor allem das Team Scheibmeyer/Zambelli sehr risikofreudig und verbesserte den kurz vorher von Benham/Bickford neu aufgestellten Bahnrekord um fast eine Sekunde. Somit lag ITA II mit knappen 15 Hundertsteln vor USA II, ITA I hatte mit 0,59 Sekunden Rückstand auch noch Chancen auf den Weltmeistertitel. Fritz Feierabend hatte nach mäßigem Start alle Medaillenchancen verspielt. Im Finaldurchgang verbesserten Scheibmeyer/Figoli ihren eigenen Bahnrekord nochmals um eine Zehntelsekunde und gewannen letztlich souverän mit fast zwei Sekunden Vorsprung den ersten italienischen Weltmeistertitel im Zweierbob. Den Doppelerfolg machten Petrelli/Figoli perfekt, da sie im letzten Lauf den Rückstand zu Benham/Bickford noch wettmachen konnten und sie auf den Bronzeplatz verwiesen.
| Platz | Land   | Sportler                              | 1. Lauf | 2. Lauf | 1. Tag  | 3. Lauf | 4. Lauf | Gesamt  |
| ----- | ------ | ------------------------------------- | ------- | ------- | ------- | ------- | ------- | ------- |
| 1     | ITA II | Guglielmo Scheibmeyer Andrea Zambelli | 1:27,52 | 1:29,34 | 2:56,86 | 1:25,17 | 1:25,05 | 5:47,08 |
| 2     | ITA I  | Aldo Petrelli Luigi Figoli            | 1:28,22 | 1:27,33 | 2:55,55 | 1:27,07 | 1:26,42 | 5:49,04 |
| 3     | USA II | Stanley Benham James Bickford         | 1:28,95 | 1:27,09 | 2:56,04 | 1:26,14 | 1:27,03 | 5:49,21 |
| 4     | SUI I  | Fritz Feierabend Werner Spring        | 1:28,60 | 1:27,58 | 2:56,18 | 1:27,42 | 1:26,08 | 5:49,68 |
| 5     | FRG I  | Hans Rösch Hans Terne                 | 1:28,57 | 1:29,18 | 2:57,37 | 1:27,48 | 1:27,51 | 5:52,74 |
| 6     | USA I  | Arthur Tyler Edgar Seymor             | 1:29,97 | 1:30,07 | 3:00,04 | 1:28,45 | 1:27,73 | 5:56,22 |
| 7     | FRG II | Theodor Kitt Lorenz Nieberl           | 1:30,10 | 1:29,82 | 2:59,32 |         | 1:26,85 | 5:56,52 |
| 8     | FRA I  | André Robin Henry Rievière            | 1:29,60 | 1:29,32 | 2:58,92 |         |         | 5:57,27 |
| 9     | SWE I  | Olle Axelsson ?                       | 1:31,14 | 1:29,58 | 3:00,72 |         |         | 5:58,18 |
| 10    | AUT I  | Paul Aste Josef Isser                 |         |         | 3:01,42 |         |         | 5:58,19 |
| 11    | SWE II | Sven Erbs Kjell Holmström             |         |         | 3:02,57 |         |         | 6:00,47 |
| 12    | NOR II | Trygve Brudevold Kåre Christiansen    |         |         | 3:02,44 |         |         | 6:02,79 |
| 13    | NOR I  | Erik Tandberg Has                     |         | 1:29,99 | 3:02,44 |         |         | 6:02,95 |
| 14    | AUT II | Kurt Loserth Heinz Hoppichler         |         |         | 3:02,84 |         |         | 6:11,28 |
| –     | SUI II | Franz Kapus Paul Eberhard             | 1:28,82 | 1:28,55 | 2:57,37 | DNF     | DNF     | DNF     |

## Viererbob
Bereits im Training zeigte sich, dass der Topfavorit auf den Weltmeistertitel der Schweizer Fritz Feierabend sein würde, denn in allen Trainingsrennen lag der Eidgenosse vorn. Anders als im Zweierbob hatten die großen Podar-Bobs massive Probleme, die italienischen Teams verzeichneten mehrere Stürze. Auch Andreas Ostler, der mit einem Podar-Bob unterwegs war, wurde mit der Bahn nicht warm und konnte sich im internen Ausscheid erneut nicht für die Weltmeisterschaft qualifizieren. Den Wettkampf selbst dominierte Fritz Feierabend bei hervorragenden äußeren Bedingungen bereits von Beginn an. In den ersten beiden Läufen fuhr er jeweils Bahnrekord und hatte zur Halbzeit schon dreieinhalb Sekunden Vorsprung auf den zweitplatzierten Bob von Hans Rösch. Dem Münchener war Silber auch schon fast nicht mehr zu nehmen, da er über anderthalb Sekunden Vorsprung auf den Bob des Amerikaners Arthur Tyler hatte. Um die Bronzemedaille kämpften allerdings nach dem ersten Tag noch fünf Bobs, darunter die schwedischen und amerikanischen, aber auch der Bob von Theodor Kitt. Und speziell der zweite deutsche Bob legte einen sehr guten zweiten Wettkampftag hin. Bereits im dritten Lauf konnte er den Titelverteidiger Johnson hinter sich lassen. Im letzten Durchgang nahm Kitt dem Bob des Amerikaners Tyler eine halbe Sekunde ab, was am Ende für viele überraschend zu Bronze reichte. Der Titel ging ganz souverän mit fast sechs Sekunden Vorsprung an den Schweizer Altmeister Fritz Feierabend, der den Bob von Hans Rösch auf den Silberrang verwies.
| Platz | Land   | Sportler                                                            | 1. Lauf | 2. Lauf | 1. Tag  | 3. Lauf | 4. Lauf | Gesamt  |
| ----- | ------ | ------------------------------------------------------------------- | ------- | ------- | ------- | ------- | ------- | ------- |
| 1     | SUI I  | Fritz Feierabend, Harry Warburton, Gottfried Diener, Heinrich Angst | 1:18,94 | 1:18,07 | 2:37,01 | 1:20,27 | 1:18,66 | 5:15,94 |
| 2     | FRG I  | Hans Rösch, Michael Pössinger, Dix Terne, Sylvester Wackerle        | 1:20,11 | 1:20,42 | 2:40,53 | 1:20,93 | 1:20,33 | 5:21,69 |
| 3     | FRG II | Theodor Kitt, Josef Grün , Klaus Koppenberger, Lorenz Nieberl       | 1:22,01 | 1:20,58 | 2:42,59 | 1:20,94 | 1:20,51 | 5:24,04 |
| 4     | USA II | Arthur Tyler, Maurice R. Severino, James Stearns, Edgar Seymor      | 1:21,94 | 1:20,23 | 2:42,17 | 1:20,91 | 1:21,01 | 5:24,09 |
| 5     | USA I  | Lloyd Johnson, Piet Biesiadecki, Hubert Miller, Joseph Smith        | 1:21,40 | 1:20,89 | 2:42,29 | 1:21,31 | 1:22,82 | 5:25,42 |
| 6     | SWE I  | Olle Axelsson                                                       | 1:21,57 | 1:21,40 | 2:42,97 |         | 1:21,35 | 5:26,83 |
| 7     | FRA I  | Andre Robin                                                         |         |         | 2:43,51 |         |         | 5:27,90 |
| 8     | SWE II | Gunnar Ahs                                                          | 1:21,12 |         | 2:42,44 |         |         | 5:28,24 |
| 9     | ITA II | Italo Tremonti                                                      |         |         | 2:45,64 |         |         | 5:30,06 |
| 10    | SUI II | Rene Grandjean                                                      |         |         | 2:46,35 |         |         | 5:31,19 |
| 10    | AUT I  | Karl Wagner                                                         |         |         | 2:44,84 |         |         | 5:31,19 |
| 12    | AUT II | Kurt Loserth                                                        |         |         | 2:45,71 |         |         | 5:32,41 |
| 13    | FRA II | Jean Giacchini                                                      |         |         | 2:51,50 |         |         | 5:42,77 |

## Nachwirkungen
Nachdem die FIBT auf ihrer Sitzung am 29. Januar 1954 während der WM ihre Entscheidung über die Austragung der nächsten Bob-WM in Lake Placid vertagt hatte, nahm sie im Juli des Jahres das Angebot aus St. Moritz an und vergab die WM 1955 in den Engadin. Offensichtlich hatte der Bobverband der USA nach den internen Querelen der FIBT kein neues Angebot zur Austragung der WM in Lake Placid unterbreitet. Darüber hinaus wurde das Reglement in einem entscheidenden Punkt erneut geändert: das Fahrergewicht im Zweierbob wurde von 200 auf 210 kg erhöht.

## Medaillenspiegel
| Platz | Land               | Gold | Silber | Bronze | Gesamt |
| ----- | ------------------ | ---- | ------ | ------ | ------ |
| 1     | Italien            | 1    | 1      | 0      | 2      |
| 2     | Schweiz            | 1    | 0      | 0      | 1      |
| 3     | BR Deutschland     | 0    | 1      | 1      | 2      |
| 4     | Vereinigte Staaten | 0    | 0      | 1      | 1      |